# Ilona Stumpe-Speer
Ilona Stumpe-Speer  (* 17. März 1964 in Borna) ist eine deutsche Schriftstellerin.

## Leben
Ilona Stumpe-Speer absolvierte ein Studium am Deutschen Literaturinstitut Leipzig. Seit 1993 ist sie als freiberufliche Schriftstellerin in Leipzig tätig. Sie ist Mitglied im Verband deutscher Schriftsteller (VS).
Ilona Stumpe-Speer veröffentlichte bisher Lyrik, Prosa, Essays sowie Übersetzungen einzelner Gedichte ins Polnische. Seit ihren regelmäßigen Publikationen in der Künstlerbuch-Edition Maldoror sowie der Berliner Literatur- und Kunstzeitschrift Herzattacke wird Ilona Stumpe-Speer, die 2006 Stipendiatin der Kulturstiftung des Freistaates Sachsen war und 2008 überdies ein Stipendium im Schleswig-Holsteinischen Künstlerhaus Eckernförde erhielt, zur literarischen Avantgarde gerechnet.

## Werke
- Gravitation, Berlin, 2010
- Das Gedächtnis der Vögel, Berlin, 2009
- Holunderschwarz, Berlin, 2002
- Das Sonnentier. Die Katze, Berlin 1996
- Ein Riss im Gesicht, Berlin 1994